# Kikwit
Kikwit je město v Konžské demokratické republice. V roce 2017 zde žilo přibližně 458 tisíc obyvatel, jde tak o nejlidnatější město v provincii Kwilu. Leží na řece Kwilu v jihozápadní části státu. V regionu se městu někdy přezdívá výrazem "The Mother" (česky "Matka").  
Město je typické pro své lidové tance, zejména díky tanečníkům Bapende, kteří často tančí v oděvech vyrobených z rafií. Vedle toho je Kikwit významným obchodním centrem regionu. V roce 1995 ve městě propukla nákaza virem ebola. Ve městě se nachází Letiště Kikwit, ze kterého odlétají letadla mj. do konžského hlavního města Kinshasy, přičemž s Kinshasou je město spojeno také přes silnici a přes vodní toky. Nachází se zde navíc Univerzita v Kikwitu. 